# Aladdin (Capcom)
Pour les articles homonymes, voir Aladin.
Ne doit pas être confondu avec Aladdin (Virgin) ou Aladdin (Sega).
Aladdin est un jeu vidéo de plate-forme sorti en 1993 sur Super NES et sur Game Boy Advance, à l'occasion de la sortie du dessin animé Aladdin produit par Walt Disney Pictures la même année.
Il ne faut pas le confondre avec les deux autres jeux vidéo du même nom, eux aussi adaptés du dessin animé, que sont Aladdin de Virgin sur Mega Drive et Aladdin de Sega sur Master System.